# Lăcustenii de Sus
Lăcustenii de Sus – wieś w Rumunii, w okręgu Vâlcea, w gminie Lăcusteni. W 2011 roku liczyła 177 mieszkańców.